# Сабине Бариш
 Сабине Бариш је немачка параолимпијска скијашица. Представљала је Западну Немачку у параалпском скијању на Зимским Параолимпијским играма 1980. и Зимским Параолимпијским играма 1984. године . Освојила је укупно шест медаља, укључујући једну златну, две сребрне и три бронзане медаље.

## Каријера
На Зимским параолимпијским играма 1984. у Инзбруку освојила је сребрну медаљу у спусту ЛВ5/7 (са оствареним временом 1:27,65), и три бронзане медаље: у слалому, велеслалому и алпској супер комбинацији ; све у категорији ЛВ5 / 7.